# Герб Вале-де-Камбри
Ге́рб Ва́ле-де-Ка́мбри — офіційний символ міста Вале-де-Камбра, Португалія. Використовується як територіальний герб. У зеленому щиті золотий бик, що крокує праворуч. У чорній облямівці навхрест чотири пурпурні виноградні грона із золотим листям, а між ними — чотири золоті бджоли. Щит увінчує срібна мурована міська корона з п'ятьма вежами.  Під щитом біла стрічка, на якій великими літерами напис португальською: «Vale de Cambra» (Вале-де-Камбра).  Офіційно затверджений 4 жовтня 1994 року.  

## Галерея

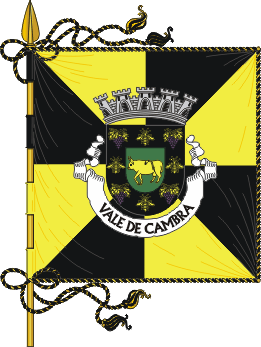
Прапор